# Stadionul Steaua (1974)
Stadionul Steaua, denumit popular și Ghencea după strada pe care s-a aflat, a fost un stadion de fotbal din Sectorul 6, București, România, care a servit drept terenul de acasă pentru clubul Steaua București. A fost inaugurat la 9 aprilie 1974, într-un meci dintre Steaua și OFK Belgrad (scorul a fost 2–2). Ultimul meci a avut loc pe 22 martie 2015, Steaua-FC Viitorul, 4–1.
Capacitatea oficială a stadionului a fost inițial de 32.000 locuri, dar în 1991, când au fost puse scaunele de plastic, aceasta a scăzut la 28.365. Stadionul a fost renovat în 1996 și demolat în 2018, pentru a fi reconstruit în scopul de a servi drept stadion de antrenament pentru echipele participante la Campionatul European de Fotbal 2020.
Pe lângă găzduirea echipei de fotbal FC Steaua București, și echipa națională de fotbal a României a disputat multe dintre meciurile considerate pe teren propriu pe acest stadion. În propaganda adresată fanilor, clubul Steaua se referea la stadion drept „Templul fotbalului Românesc”. Tabela electronică a fost inaugurată la meciul FC Steaua București - FC Dinamo București din primăvara anului 2007.
În urma conflictului dintre CSA Steaua și FC Steaua, aceasta din urmă s-a mutat pe Arena Națională, iar arena din Ghencea, rămasă în administrarea CSA Steaua, s-a degradat rapid, transformându-se într-o ruină. Nici după ce CSA Steaua a reînființat și a înscris în 2017 o echipă de fotbal în Liga a IV-a București, aceasta nu și-a disputat meciurile pe teren propriu pe acest stadion, ci pe terenul 5 din complex, iar arena principală a fost demolată în toamna lui 2018 pentru fi înlocuită de un nou stadion cu peste 31.000 de locuri.

## Istoric

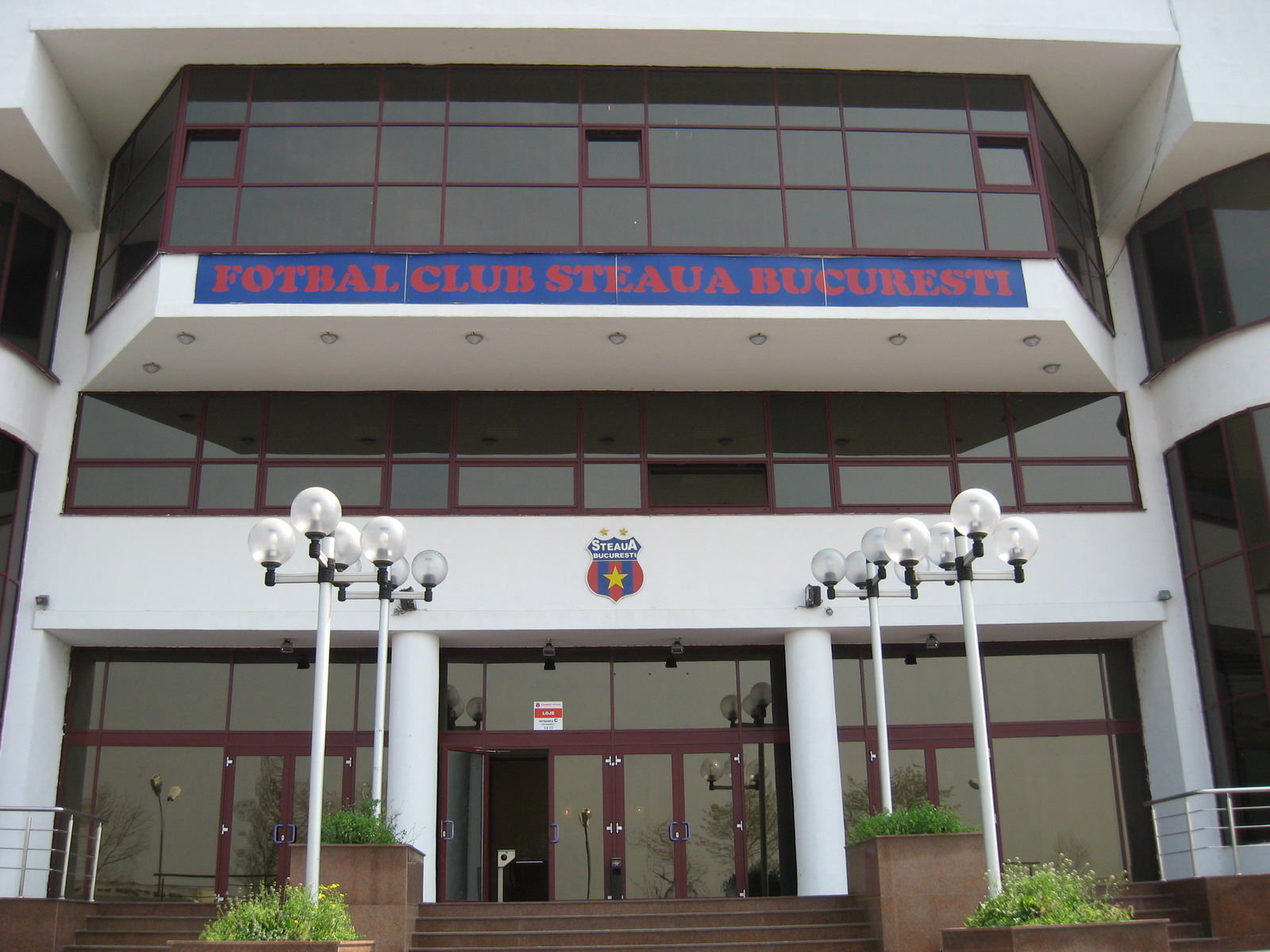
Intrarea pe Stadionul Ghencea

Stadionul era poziționat în sud-vestul Bucureștiului, în cartierul Ghencea, și făcea parte din „Complexul Sportiv Steaua” fiind o arenă tipică de fotbal (fără pista de atletism). Construcția a fost inaugurată în aprilie 1974, cu ocazia unui meci amical Steaua – OFK Belgrad (scor 2-2). La începutul deceniului IX au început lucrările instalației de nocturnă, aceasta fiind inaugurată pe 14 august 1991, la un meci Steaua - FCM Bacău (scor 4-1). Mai târziu, în 1996, arena din Ghencea a fost modernizată în totalitate, tribunele fiind dotate cu scaune, cantonamentul jucătorilor de sub tribuna a doua fiind renovat la nivelul unui hotel de patru stele, iar utilitățile fiind aduse la standardele vremii. Este stadionul pe care a jucat, în afara multiplei campioane a României – Steaua, și echipa națională.
Stadionul putea găzdui partide de fotbal la standardele impuse de FIFA și UEFA, atât în ceea ce privește confortul și securitatea spectatorilor cât și al facilităților oferite mass-media. Stadionul era dotat cu un sistem de supraveghere a spectatorilor compus dintr-un număr de 7 camere fixe și 9 camere mobile, acestea având posibilitatea de a lua imagini și de la intrarea spectatorilor în stadion. La tribuna oficială exista o cameră de monitorizare folosită, în caz de nevoie, de către forțele de ordine.

## Echipa națională de fotbal a României
Pe Stadionul Steaua echipa națională de fotbal a României a disputat următoarele meciuri:
| #   | Data               | Scor | Oponent           | Competiția                                             |
| --- | ------------------ | ---- | ----------------- | ------------------------------------------------------ |
| 1.  | 23 martie 1977     | 4–0  | Turcia            | Balkan Cup                                             |
| 2.  | 16 aprilie 1977    | 1–0  | Spania            | Calificările pentru Campionatul Mondial de Fotbal 1978 |
| 3.  | 27 aprilie 1977    | 1–1  | Germania de Est   | Meci amical                                            |
| 4.  | 21 septembrie 1977 | 6–1  | Grecia            | Meci amical                                            |
| 5.  | 13 noiembrie 1977  | 4–6  | Iugoslavia        | Calificările pentru Campionatul Mondial de Fotbal 1978 |
| 6.  | 11 octombrie 1978  | 1–0  | Polonia           | Meci amical                                            |
| 7.  | 25 octombrie 1978  | 3–2  | Iugoslavia        | Preliminariile Campionatului European de Fotbal 1980   |
| 8.  | 21 martie 1979     | 3–0  | Grecia            | Meci amical                                            |
| 9.  | 24 august 1983     | 1–0  | Germania de Est   | Meci amical                                            |
| 10. | 10 septembrie 1986 | 4–0  | Austria           | Preliminariile Campionatului European de Fotbal 1988   |
| 11. | 25 martie 1987     | 5–1  | Albania           | Preliminariile Campionatului European de Fotbal 1988   |
| 12. | 29 aprilie 1987    | 3–1  | Spania            | Preliminariile Campionatului European de Fotbal 1988   |
| 13. | 7 octombrie 1987   | 2–2  | Grecia            | Meci amical                                            |
| 14. | 2 noiembrie 1988   | 3–0  | Grecia            | Calificările pentru Campionatul Mondial de Fotbal 1990 |
| 15. | 17 mai 1989        | 1–0  | Bulgaria          | Calificările pentru Campionatul Mondial de Fotbal 1990 |
| 16. | 15 noiembrie 1989  | 3–1  | Danemarca         | Calificările pentru Campionatul Mondial de Fotbal 1990 |
| 17. | 26 septembrie 1990 | 2–1  | Polonia           | Meci amical                                            |
| 18. | 17 octombrie 1990  | 0–3  | Bulgaria          | Preliminariile Campionatului European de Fotbal 1992   |
| 19. | 5 decembrie 1990   | 6–0  | San Marino        | Preliminariile Campionatului European de Fotbal 1992   |
| 20. | 16 octombrie 1991  | 1–0  | Scoția            | Preliminariile Campionatului European de Fotbal 1992   |
| 21. | 13 noiembrie 1991  | 1–0  | Elveția           | Preliminariile Campionatului European de Fotbal 1992   |
| 22. | 8 aprilie 1992     | 2–0  | Letonia           | Meci amical                                            |
| 23. | 6 mai 1992         | 7–0  | Insulele Feroe    | Calificările pentru Campionatul Mondial de Fotbal 1994 |
| 24. | 20 mai 1992        | 5–1  | Țara Galilor      | Calificările pentru Campionatul Mondial de Fotbal 1994 |
| 25. | 14 noiembrie 1992  | 1–1  | Cehoslovacia      | Calificările pentru Campionatul Mondial de Fotbal 1994 |
| 26. | 14 aprilie 1993    | 2–1  | Cipru             | Calificările pentru Campionatul Mondial de Fotbal 1994 |
| 27. | 22 septembrie 1993 | 1–0  | Israel            | Meci amical                                            |
| 28. | 13 octombrie 1993  | 2–1  | Belgia            | Calificările pentru Campionatul Mondial de Fotbal 1994 |
| 29. | 20 aprilie 1994    | 2–0  | Bolivia           | Meci amical                                            |
| 30. | 25 mai 1994        | 2–0  | Nigeria           | Meci amical                                            |
| 31. | 1 iunie 1994       | 0–0  | Slovenia          | Meci amical                                            |
| 32. | 7 septembrie 1994  | 3–0  | Azerbaidjan       | Preliminariile Campionatului European de Fotbal 1996   |
| 33. | 12 noiembrie 1994  | 3–2  | Slovacia          | Preliminariile Campionatului European de Fotbal 1996   |
| 34. | 29 martie 1995     | 2–1  | Polonia           | Preliminariile Campionatului European de Fotbal 1996   |
| 35. | 7 iunie 1995       | 2–1  | Israel            | Preliminariile Campionatului European de Fotbal 1996   |
| 36. | 11 octombrie 1995  | 1–3  | Franța            | Preliminariile Campionatului European de Fotbal 1996   |
| 37. | 24 aprilie 1996    | 5–0  | Georgia           | Meci amical                                            |
| 38. | 1 iunie 1996       | 3–1  | Republica Moldova | Meci amical                                            |
| 39. | 14 august 1996     | 2–0  | Israel            | Meci amical                                            |
| 40. | 31 august 1996     | 3–0  | Lituania          | Calificările pentru Campionatul Mondial de Fotbal 1998 |
| 41. | 29 martie 1997     | 8–0  | Liechtenstein     | Calificările pentru Campionatul Mondial de Fotbal 1998 |
| 42. | 30 aprilie 1997    | 1–0  | Republica Irlanda | Calificările pentru Campionatul Mondial de Fotbal 1998 |
| 43. | 20 august 1997     | 4–2  | Macedonia de Nord | Calificările pentru Campionatul Mondial de Fotbal 1998 |
| 44. | 10 septembrie 1997 | 4–0  | Islanda           | Calificările pentru Campionatul Mondial de Fotbal 1998 |
| 45. | 18 martie 1998     | 0–1  | Israel            | Meci amical                                            |
| 46. | 3 iunie 1998       | 3–2  | Paraguay          | Meci amical                                            |
| 47. | 2 septembrie 1998  | 7–0  | Liechtenstein     | Preliminariile Campionatului European de Fotbal 2000   |
| 48. | 28 aprilie 1999    | 1–0  | Belgia            | Meci amical                                            |
| 49. | 5 iunie 1999       | 2–0  | Ungaria           | Preliminariile Campionatului European de Fotbal 2000   |
| 50. | 9 iunie 1999       | 4–0  | Azerbaidjan       | Preliminariile Campionatului European de Fotbal 2000   |
| 51. | 8 septembrie 1999  | 1–1  | Portugalia        | Preliminariile Campionatului European de Fotbal 2000   |
| 52. | 31 mai 2000        | 2–1  | Grecia            | Meci amical                                            |
| 53. | 3 septembrie 2000  | 1–0  | Lituania          | Calificările pentru Campionatul Mondial de Fotbal 2002 |
| 54. | 15 noiembrie 2000  | 2–1  | Iugoslavia        | Meci amical                                            |
| 55. | 24 martie 2001     | 0–2  | Italia            | Calificările pentru Campionatul Mondial de Fotbal 2002 |
| 56. | 5 septembrie 2001  | 2–0  | Ungaria           | Calificările pentru Campionatul Mondial de Fotbal 2002 |
| 57. | 6 octombrie 2001   | 1–1  | Georgia           | Calificările pentru Campionatul Mondial de Fotbal 2002 |
| 58. | 14 noiembrie 2001  | 1–1  | Slovenia          | Calificările pentru Campionatul Mondial de Fotbal 2002 |
| 59. | 12 octombrie 2002  | 0–1  | Norvegia          | Preliminariile Campionatului European de Fotbal 2004   |
| 60. | 16 noiembrie 2005  | 3–0  | Nigeria           | Meci amical                                            |
| 61. | 7 October 2006     | 3–1  | Belarus           | Preliminariile Campionatului European de Fotbal 2008   |
| 62. | 26 martie 2008     | 3–0  | Rusia             | Meci amical                                            |
| 63. | 31 mai 2008        | 4–0  | Muntenegru        | Meci amical                                            |
| 64. | 11 februarie 2009  | 1–2  | Croația           | Meci amical                                            |
| 65. | 9 septembrie 2009  | 1–1  | Austria           | Calificările pentru Campionatul Mondial de Fotbal 2010 |

## Galerie foto

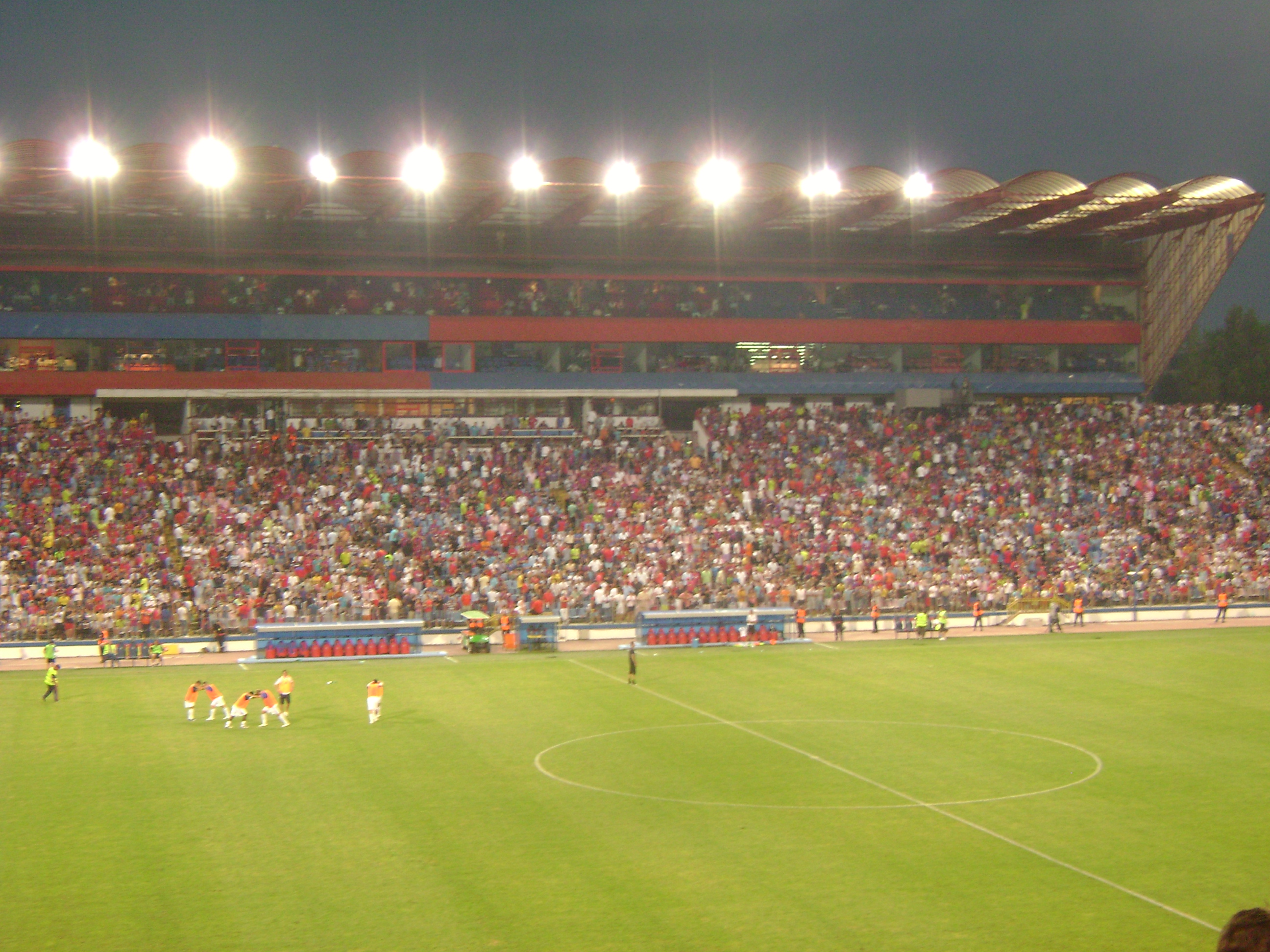
Pauză între reprize pe Ghencea
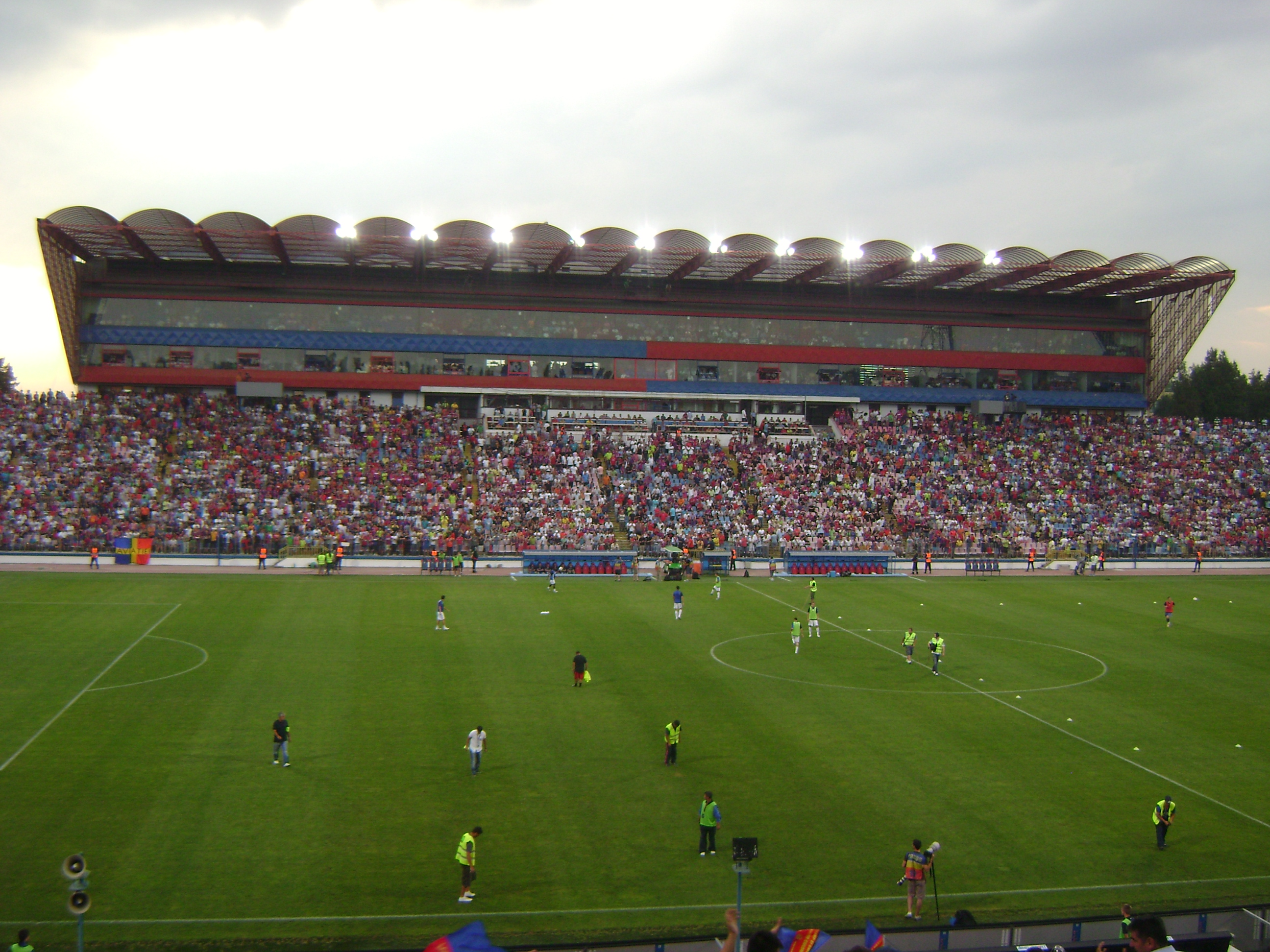
FCSB vs U Craiova
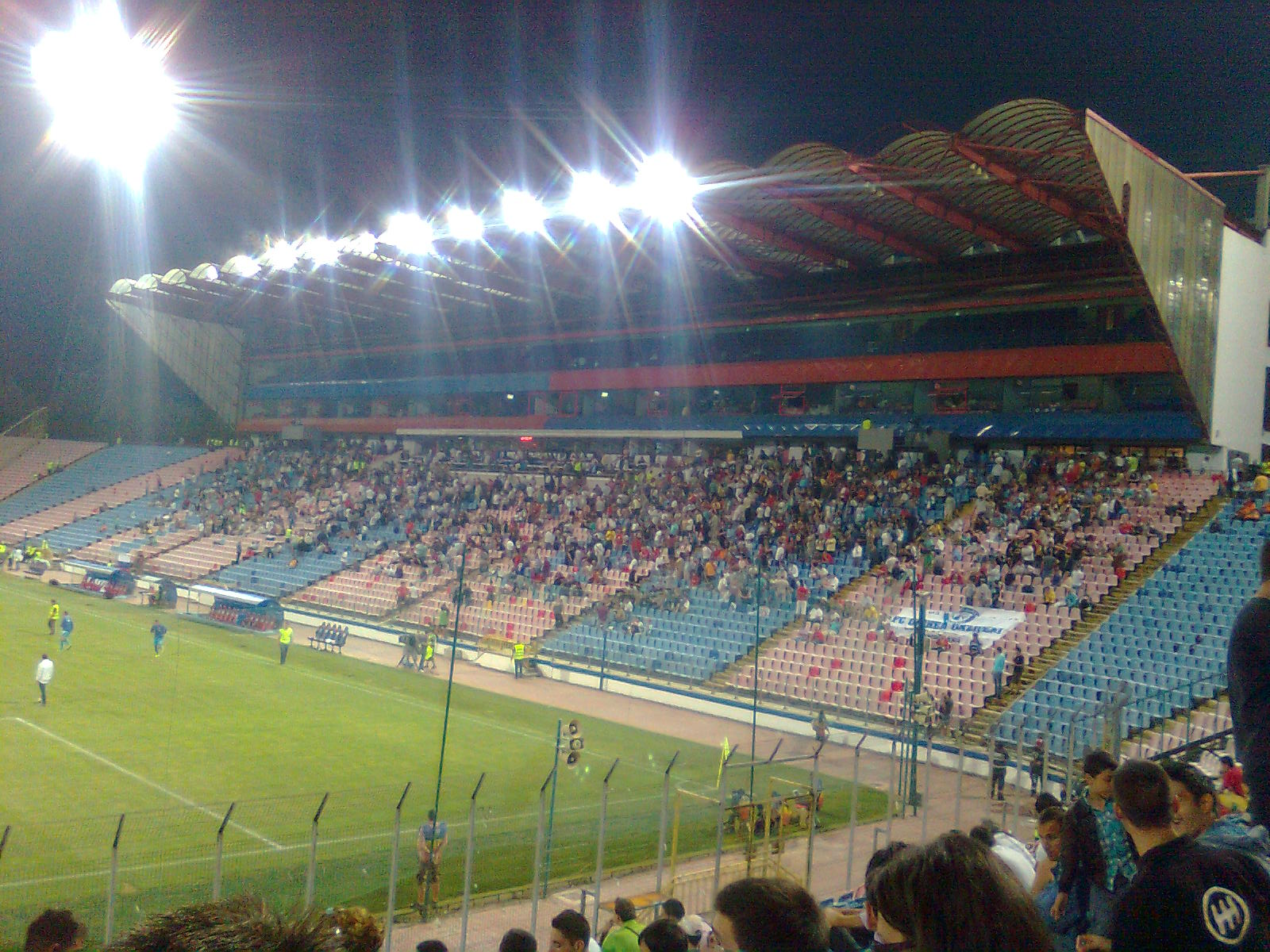
Unirea Urziceni în Champions League
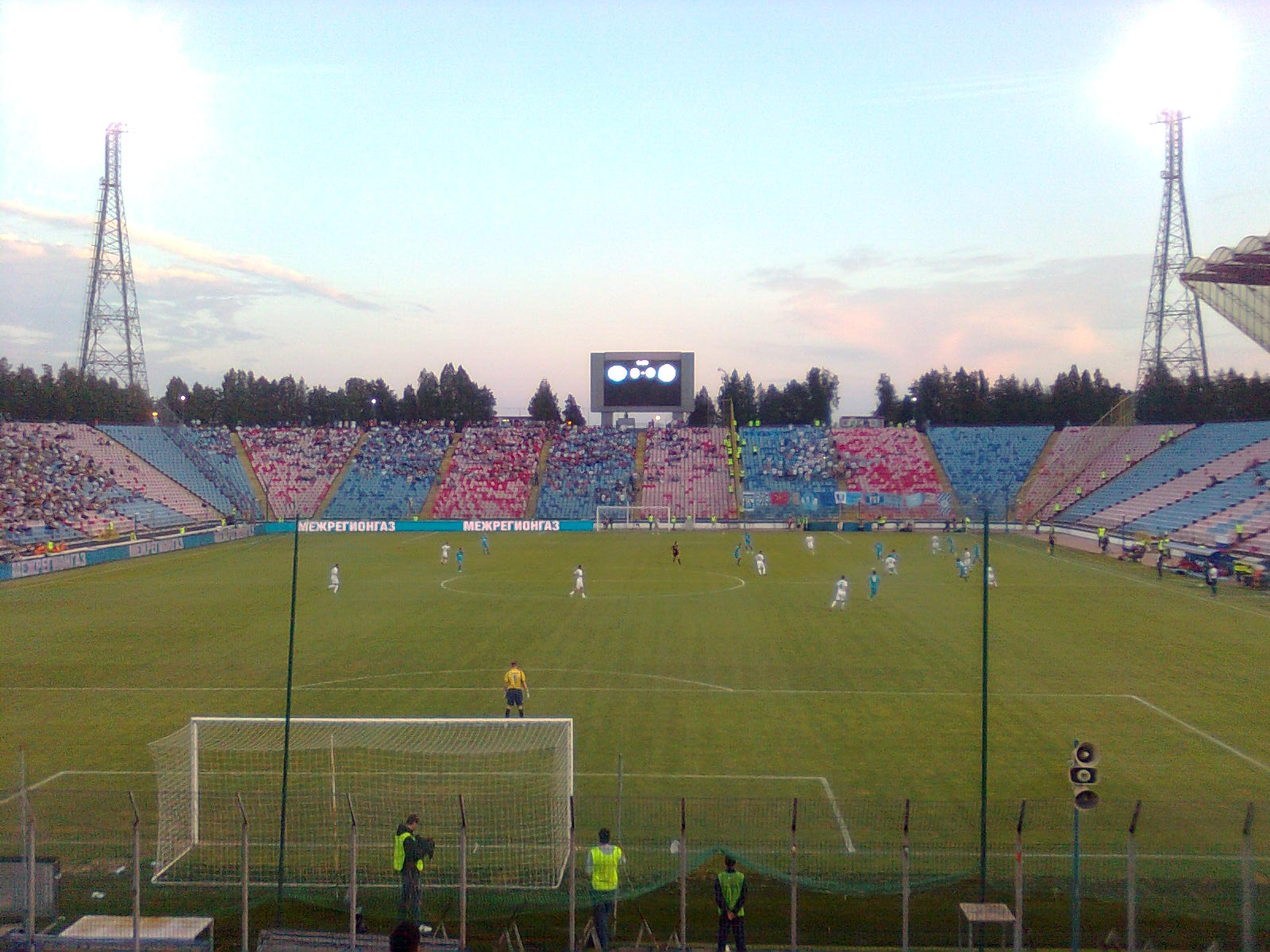
Unirea Urziceni vs Zenit
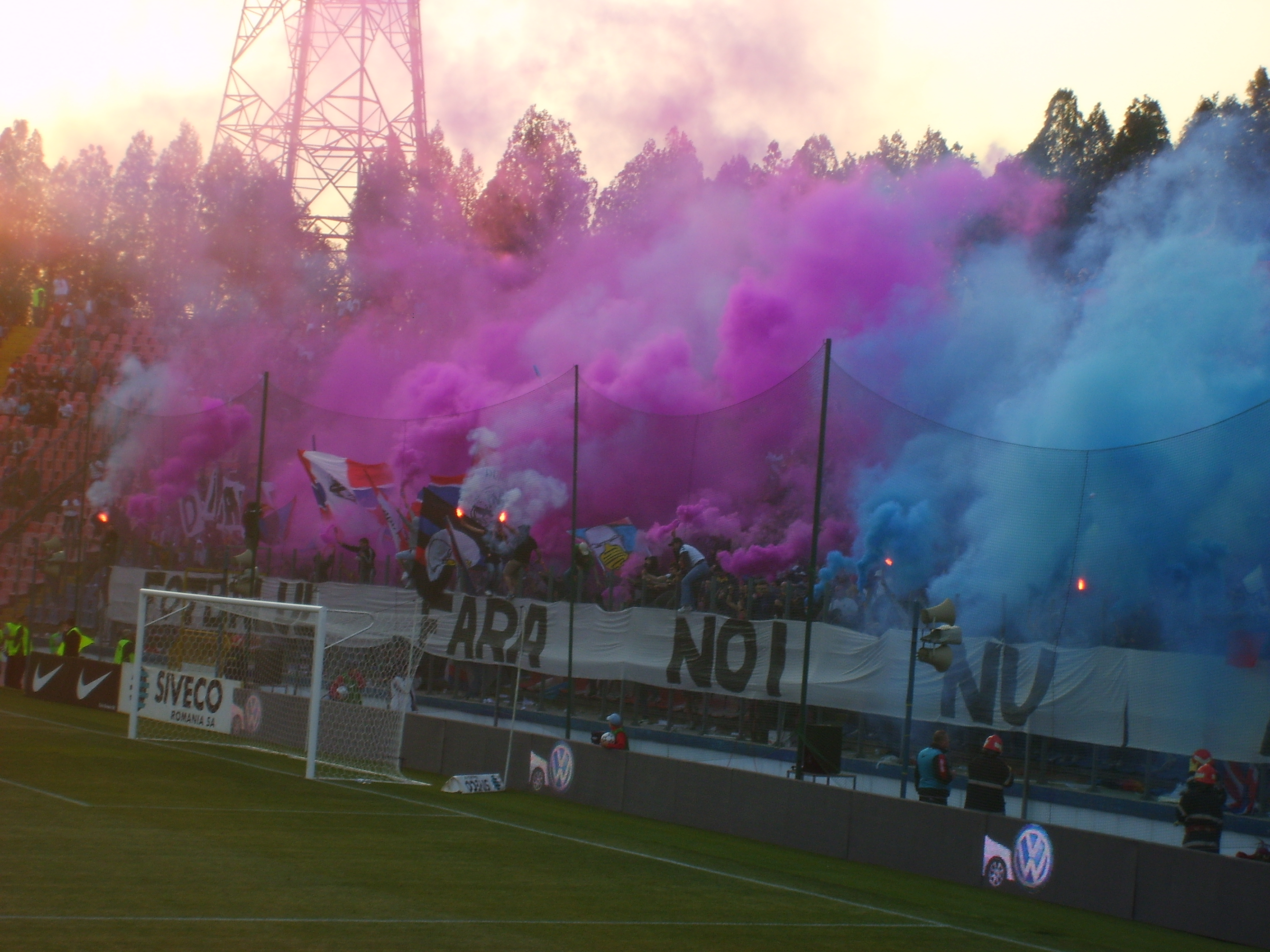
FCSB vs Dinamo
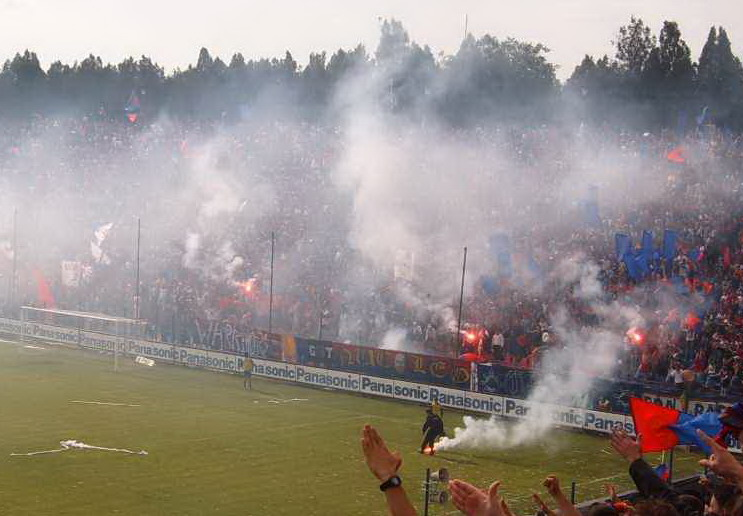
Fanii FCSB pe Ghencea
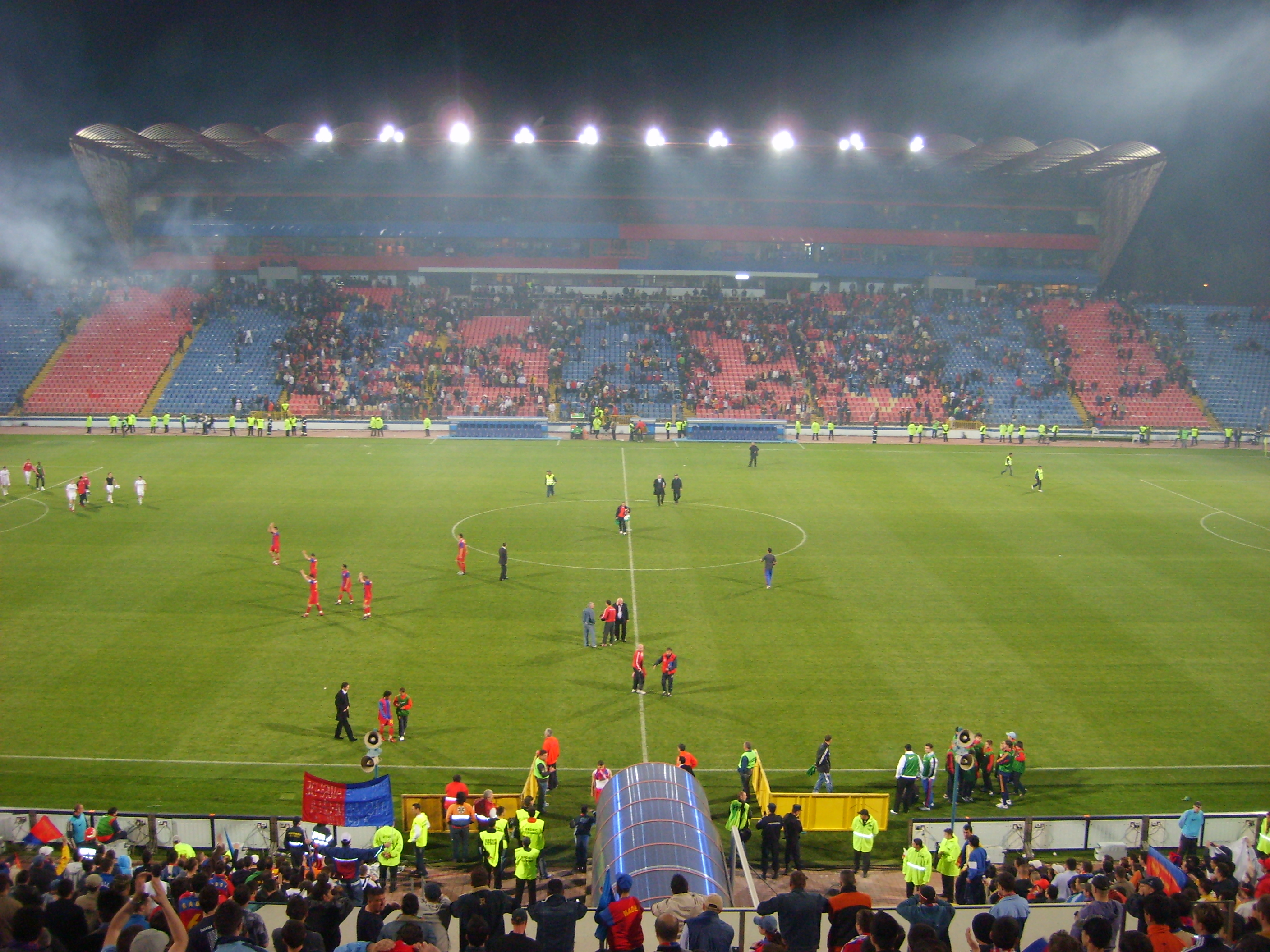
Stadionul Ghencea în 2007